# Paul Arnold (Autor)
Paul Arnold (eigentlich Charles Joseph Paul Arnold; * 11. Februar 1909 in Sulz; † 31. Juli 1992 in Menton) war ein französischer Schriftsteller, Theaterhistoriker und Esoteriker. Er war Initiator und Mitgründer der Europäischen Buddhistischen Union.

## Leben
Paul Arnold studierte ab 1926 Kunst und Jura in Straßburg und später Paris. Danach arbeitete er als hoher Beamter im französischen Justizministerium und später als Vorsitzender des Gerichtshofs in Paris. Seine Autorenkarriere begann 1946 mit der Veröffentlichung seines Buches Frontières du théâtre, das im folgenden Jahr von der Académie française ausgezeichnet wurde. Später übersetzte er aus dem Deutschen und Englischen ins Französische. Als Esoterik-Spezialist war er vor allem am Rosenkreuzertum interessiert. Sein Buch Geschichte der Rosenkreuzer und die Ursprünge der Freimaurerei war ein Meilenstein und wurde von verschiedenen Autoren übernommen, darunter Frances Yates, Bernard Gorceix, Roland Edighoffer und Umberto Eco (der es auf Französisch neu verlegte und auf Italienisch übersetzte). Mehrere seiner Werke behandeln das Thema Esoterik, besonders seine Werke über William Shakespeare und Charles Baudelaire.
Durch ausgedehnte Reisen in Asien ab Mitte der 1950er Jahre kam Paul Arnold in Kontakt mit dem Buddhismus, für den er sich schon seit seiner Kindheit interessierte. Seine dabei gewonnenen Erfahrungen schildert er unter anderem in den Büchern Unter tibetischen Lamas (1971) und Bei den Weisen Japans (1975). Im Jahre 1973 gründete er die buddhistische Vereinigung La Tradition Bouddhiste und eröffnete ein spirituelles Zentrum in der Festung Fort-le-Bancs am Fuße der Alpen im Jura (Département Ain), das von einigen tibetischen Lamas und einem japanischen Zen-Meister besucht wurde. Im selben Jahr organisierte er zusammen mit anderen Gesellschaften eine europäische buddhistische Konferenz und regte die Gründung der Europäischen Buddhistischen Union an. Zusammen mit anderen europäischen buddhistischen Organisationen gründete er die Union 1975 und wurde ihr Vorsitzender.

## Werke
- Frontières du théâtre. Éditions du Pavois, Paris 1946.
- Le Dieu de Baudelaire. Savel, Paris 1947.
- Ésotérisme de Shakespeare. Mercure de France, Paris 1955. (dt. Esoterik im Werke Shakespeares. Henssel, Berlin 1957.)
- Histoire Des Rose-Croix et les origines de la Franc-Maçonnerie. Mercure de France, Paris 1955; Neuauflage mit Vorwort von Umberto Eco: Mercure de France, «Essais», 1990.
- Le Théâtre japonais. Nô, kabuki, shimpa, shingeki. L’Arche, Paris 1957.
- Les Dévoyés. Roman.  A. Michel, Paris 1958.
- Le Silence de Célia. Mercure de France, Paris 1960.
- Une Larme pour tous. Roman. Mercure de France, Paris 1961.
- Avec les lamas tibétains. Chronique d'une expérience spirituelle. Fayard, Paris 1970 (dt. Unter tibetischen Lamas. Chronik einer geistigen Erfahrung. Henssel, Berlin 1971)
- La Rose-Croix et ses rapports avec la Franc-maçonnerie. Essai de synthèse historique. G. P. Maisonneuve et Larose, Paris 1970.
- Lecture de Shakespeare. Culture, art, loisirs, Paris 1971.
- Avec les sages du Japon. Fayard, Paris 1972 (dt. Bei den Weisen Japans, Zug (Schweiz), Ingse, 1975)
- Ésotérisme de Baudelaire. J. Vrin, Paris 1972.
- Les Grands inspirés. Fondateurs de religions, de Pythagore à Mohammed. Culture, art, loisirs, Paris 1973.
- Le Zen et la tradition japonaise. Culture, art, loisirs, Paris 1973.
- Clef pour Shakespeare. Ésotérisme de l'œuvre shakespearienne. J. Vrin, Paris 1977.
- Le livre des morts Maya. Laffont, Paris 1978 (dt. Das Totenbuch der Maya. Scherz, Bern 1980.)
- Histoire secrète de l'Alsace. A. Michel, Paris 1979.
- Le Neuvième soleil. Récit d'une apocalypse. Curandera, Poët-Laval 1980
- Le Mystère basque dévoilé. Éditions du Rocher, Monaco 1982.